# NGC 4244
NGC 4244 é uma galáxia espiral (Sc) localizada na direcção da constelação de Canes Venatici. Possui uma declinação de +37° 48' 28" e uma ascensão recta de 12 horas, 17 minutos e 29,9 segundos.
A galáxia NGC 4244 foi descoberta em 17 de Março de 1787 por William Herschel.